# David Ketterer
David Ketterer (22 giugno 1996) è un ex sciatore alpino tedesco.

## Biografia
Specialista delle prove tecniche originario di Donaueschingen e attivo in gare FIS dal dicembre del 2008, Ketterer ha esordito in Coppa Europa il 17 febbraio 2012 a Oberjoch in slalom gigante (39º) e dalla stagione 2016-2017 ha gareggiato prevalentemente in Nor-Am Cup, dove ha esordito il 17 dicembre a Panorama in slalom speciale, subito ottenendo il primo podio (3º), e ha conquistato la prima vittoria il giorno successivo nelle medesime località e specialità. Ha debuttato in Coppa del Mondo il 22 gennaio 2017 a Kitzbühel in slalom speciale, senza completare la prova; nel prosieguo della stagione in Nor-Am Cup ha colto i suoi altri quattro successi di carriera nel circuito, tutti in slalom speciale (l'ultimo il 20 marzo a Mont Sainte-Marie) e si è aggiudicato la classifica di specialità. Ha ottenuto il miglior piazzamento in Coppa del Mondo il 20 dicembre 2018 a Saalbach-Hinterglemm (18º) e si è ritirato al termine della stagione 2022-2023: la sua ultima gara in carriera è stata lo slalom speciale di Coppa del Mondo disputato il 26 febbraio a Palisades Tahoe, non completato da Ketterer. Non ha preso parte a rassegne olimpiche o iridate.

## Palmarès

### Mondiali juniores
- 1 medaglia:
  - 1 bronzo (gara a squadre a Jasná 2014)

### Coppa del Mondo
- Miglior piazzamento in classifica generale: 131º nel 2019

### Coppa Europa
- Miglior piazzamento in classifica generale: 73º nel 2022

### Nor-Am Cup
- Miglior piazzamento in classifica generale: 6º nel 2017
- Vincitore della classifica si slalom speciale nel 2017
- 11 podi:
  - 5 vittorie
  - 2 secondi posti
  - 4 terzi posti

#### Nor-Am Cup - vittorie
| Data             | Località          | Paese       | Specialità |
| ---------------- | ----------------- | ----------- | ---------- |
| 18 dicembre 2016 | Panorama          | Canada      | SL         |
| 4 gennaio 2017   | Stowe Mountain    | Stati Uniti | SL         |
| 3 febbraio 2017  | Vail              | Stati Uniti | SL         |
| 19 marzo 2017    | Mont Sainte-Marie | Canada      | SL         |
| 20 marzo 2017    | Mont Sainte-Marie | Canada      | SL         |

Legenda:

SL = slalom speciale

### Campionati tedeschi
- 2 medaglie:
  - 1 argento (slalom speciale nel 2013)
  - 1 bronzo (slalom gigante nel 2016)